# Stazione di Casalbuono
La stazione di Casalbuono è una stazione ferroviaria posta sulla linea Sicignano-Lagonegro. Serve il centro abitato di Casalbuono.